# Исады (Рязанская область)

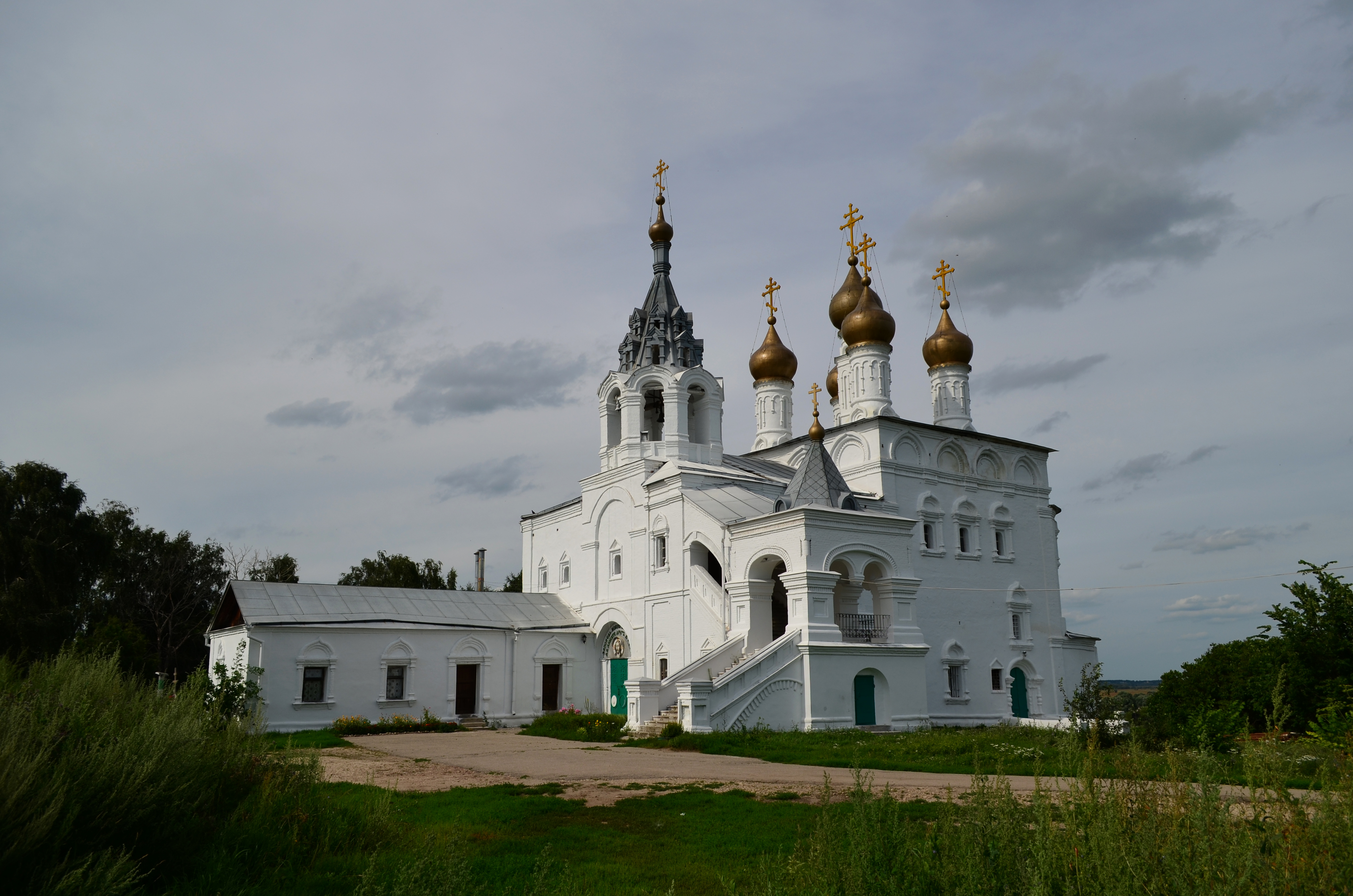
Церковь Воскресения в селе Исады.

Иса́ды — село в Исадском сельском поселении Спасского муниципального района Рязанской области.

## География
Находится на высоте 102 м над уровнем моря. Расположено на правом берегу реки Оки.
Село состоит из улиц: Василия Игонина, Полевой, Поперечной, Прокопия Ляпунова, Садовой, Шатрищенской, Школьной, Горного переулка.

## Население
| 1859 | 1897  | 1906  | 2010 |
| ---- | ----- | ----- | ---- |
| 951  | ↗1426 | ↗1876 | ↘476 |

## История
Исады возникло предположительно в XI веке. Исадский клад, найденный в 2021 году, датируется концом XI — первой половиной XII века. Есть предание, что с. Исады служило, будто бы, временным загородным местопребыванием великих князей Рязанских.
Здесь были и прекрасные сады, от которых и пошло название.
Этимология
- Название произошло от старинного слова «исад», то есть место для высадки — пристань[8]. Данный регион располагает удобными местами для высадки на берег, что и послужило причиной происхождения названия. Об этом свидетельствует и пологий песчаный берег Оки напротив Исад.
- К слову «сады» прибавлен звук «и», как сокращённое выражение восторга — «уж и сады». Со временем звук «и» слился со словом «сады», и образовалось название Исады.
- Название Исады произошло от слова «усады». Так в древности назывались «усадьбы», причём звук «у» со временем изменился в «и».

Съезд в Исадах
Исады упоминаются летописью под 1217 годом в связи со съездом рязанских и пронских князей, закончившимся убийством шестерых из них.
Ляпуновы
Исады с начала XVII века являлись вотчиной Ляпуновых. Наиболее известный представитель рода Прокопий Петрович Ляпунов был зачинателем сбора земских сил на освобождение захваченной поляками Москвы и восстановление русской государственности. Им было собрано Первое Земское ополчение, развернувшее боевые действия по освобождению Москвы. Прокопий Ляпунов фактически создал и возглавил новое правительство «в изгнании», которое управляло страной во время нахождения столицы под властью польских интервентов. Устанавливая жёсткий порядок и законность в рядах ополчения, настроил против себя одну из действующих сил ополчения — казачество. Был предательски убит казаками.
Сын Прокопия Ляпунова — Владимир построил в честь отца в Исадах храм Воскресения Христова, строительство было завершено внуком Лукой Владимировичем. Храм является, по сути, единственным в России памятником первопроходцу борьбы за восстановление утраченной русской государственности, военачальнику и политическому деятелю Прокопию Петровичу Ляпунову.
В начале XIX века труппа крепостного балетного театра Григория Павловича Ржевского из Исад стала широко известна театральной общественности Москвы и Петербурга и после её продажи владельцем пополнила ряды Большого и Мариинского театров.

## Усадьба Исады
До XIII века здесь располагалась летняя резиденция рязанских князей. С XVI века — вотчина дворян Ляпуновых. В начале XVII века усадьба принадлежала видному деятелю Смутного времени думному дворянину П. П. Ляпунову (ум. 1611), затем его сыну В. П. Ляпунову и далее его сыну стольнику Луке Владимировичу Ляпунову (ум. 1681), женатому на княжне Ф. Д. Щербатовой. В последней четверти XVIII века, по родству, владельцем усадьбы был генерал-поручик П. М. Ржевский (1734—1793), женатый первым браком на княжне П. Г. Мещерской, вторым браком на княжне Е. Н. Долгоруковой (1764—1830).
В начале XIX века владельцем был сын П. М. Ржевского от первого брака, рязанский вице-губернатор Григорий Павлович Ржевский (1763—1830), женатый на графине М. М. Каменской (1772—1853); при них в усадьбе существовала балетная труппа.
В 1815 году Исады перешли во владение Кожиных: усадьбу купил полковник И. А. Кожин (1781—1833); затем владельцем был его сын штабс-капитан И. И. Кожин (1811—1898), после — его брат поручик Н. И. Кожин, женатый на Н. Ф. Векрот; далее, до 1917 года, их сын — общественный и земский деятель, титулярный советник В. Н. Кожин (1847—1924). При нём было хорошо организованное хозяйство, занятое полеводством, луговодством и садоводством. Действовали конный, скотный, паточный и картофеле-крахмальные заводы. В конце XIX века проводились метеонаблюдения, в начале XX века водомерные наблюдения на Оке.
Сохранилась двухэтажная Воскресенская церковь 1653—1673 годов соборного типа, построенная в два приёма В. П. Ляпуновым и Л. В. Ляпуновым и несколько раз поновляемая Кожиными (храм расписан в конце XIX века). При церкви находился некрополь дворян Ляпуновых и Кожиных.
После революции 1917 года усадебная библиотека и естественно-историческая коллекция были переданы владельцем, уездной комиссии по делам музеев и охране памятников.
Последний владелец усадьбы — родной дед искусствоведа Г. К. Вагнера (1908—1995), детство которого прошло в Исадах. Его двоюродными прадедами были вице-адмирал В. М. Головнин и немецкий композитор Р. Вагнер.
В Исадах создан ряд работ художника В. И. Иванова, некоторые из них находятся в собрании Государственной Третьяковской галереи, Государственного Русского музея и Рязанского художественного музея имени И. П. Пожалостина.

## Люди, связанные с селом
- Игонин, Василий Александрович — Герой Советского Союза.
- Вагнер, Георгий Карлович — учёный, философ, исследователь древнерусской архитектуры.
- Орлов, Василий Григорьевич — политический деятель и защитника самодержавия.
- Иванов, Виктор Иванович — народный художник СССР.